# Krasnosélskoye (Krasnodar)
Krasnosélskoye (del ruso: Красносельское) es un selo del raión de Dinskaya del krai de Krasnodar del sur de Rusia. Está situado en las llanuras de Kubán-Priazov, a orillas del río Kochety, afluente del río Kirpili, 9 km al noroeste de Dinskaya y 28 km al nordeste de Krasnodar, la capital del krai.  Tenía 3 060 habitantes en 2010.
Es cabeza del municipio Krasnosélskoye.

## Historia
Las tierras en las que se asienta la localidad fueron otorgadas al sotnik Yakov Kozinets en 1876. En la década de 1920 se establecieron cuatro localidades: Krasni (1923), Cherechechi (1923), Proletarski (1924) y N.º 2 (Kochety Sudeste). En los tiempos de la colectivización de la tierra en la Unión Soviética se formaron dos koljoses, im. Kirova y Energiya que se unieron en uno con el nombre del primero en 1958.

## Educación
En la localidad se halla la escuela nº21, construida en 1957.

## Economía y transporte
Las principales actividades económicas de la localidad son la agricultura y la ganadería.
La carretera federal M4 Don Moscú-Novorosíisk pasa al sur de la localidad. La estación de ferrocarril más cercana se halla en Dinskaya, en la línea Krasnodar-Tijoretsk.

## Personalidades
- Nikolái Gorovói (*1937), Héroe del Trabajo Socialista.